# PrintNightmare
PrintNightmare é uma vulnerabilidade de segurança crítica que afeta o sistema operacional Microsoft Windows em praticamente todas as versões, descoberta em 2021. A vulnerabilidade ocorre no serviço de spooler de impressão. Existem duas variantes, uma permitindo a execução remota de código (CVE-2021-34527) e a outra levando ao escalonamento de privilégios (CVE-2021-1675). Uma terceira vulnerabilidade (CVE-2021-34481) foi anunciada em 15 de julho de 2021 e atualizada para execução remota de código pela Microsoft em agosto.
Em 6 de julho de 2021, a Microsoft começou a lançar atualizações não programadas a fim de tentar resolver a vulnerabilidade. Devido à sua gravidade, a Microsoft lançou correções para o Windows 7 e o Windows Server 2012, apesar destas versões estarem oficialmente sem suporte da Microsoft há anos. As correções resultaram em impressoras algumas parando de funcionar. Os pesquisadores notaram, adicionalmente, que a vulnerabilidade não foi totalmente abordada pelas correções. Após a aplicação da correção, somente os administradores poderão instalar drivers de impressora em um servidor de impressão Windows, dado que parte da vulnerabilidade se relaciona à capacidade de usuários sem privilégios poderem instalar drivers de impressora de qualquer procedência no sistema.
A organização que descobriu a vulnerabilidade, Sangfor, publicou uma prova de conceito em um repositório público do GitHub. Aparentemente publicada por engano, ou como resultado de uma falha de comunicação entre os pesquisadores e a Microsoft, a prova de conceito foi deletada logo em seguida. No entanto, várias cópias apareceram online desde então, facilitando a exploração da falha.